# 普洱蝾螈
普洱蝾螈（学名：Cynops puerensis），一种于中国云南省南部普洱市思茅区莱阳河省级自然保护区发现的两栖动物，隶属于蝾螈科蝾螈属。 Amphibian Species of the World（ASW）则将本种归入滇螈属（Hypselotriton）。

## 物种对比
普洱蝾螈与蓝尾蝾螈（Cynops cyanurus）相似，但本种体长稍长（雄螈约90mm，雌螈约110mm）；身体背脊中央明显隆起，呈浅棕黄色，并与尾背脊浅棕黄色连成一条线直至尾端；腹部具橘黄色斑纹，斑纹在腹部中央未分隔；且普洱蝾螈分布海拔较低（约1300m）。